# Montgomery (Texas)
Montgomery è un centro abitato degli Stati Uniti d'America situato nella contea di Montgomery dello Stato del Texas.
La popolazione era di 621 persone al censimento del 2010. Fa parte dell'area metropolitana di Houston–The Woodlands–Sugar Land.

## Geografia fisica
Montgomery è situata a 30°23'22" North, 95°41'53" West (30.389406, -95.698089).
Secondo lo United States Census Bureau, ha un'area totale di 4,6 miglia quadrate (12 km²). 4,5 miglia quadrate (12 km²) di terreno e 0,1 miglia quadrate (0,26 km², 1,31%) d'acqua.

## Società

### Evoluzione demografica
Secondo il censimento del 2000, c'erano 489 persone, 199 nuclei familiari e 133 famiglie residenti nella città. La densità di popolazione era di 108,3 persone per miglio quadrato (41,9/km²). C'erano 243 unità abitative a una densità media di 53,8 per miglio quadrato (20,8/km²). C'erano il 48,51% di bianchi, il 49,42% di afroamericani, l'1,02% di nativi americani, lo 0,00% di asiatici, lo 0,00% di isolani del Pacifico, l'1,43% di altre razze, e lo 0,61% di due o più etnie. Il 4,09% della popolazione erano Ispanici o latinos di qualunque razza.
C'erano il 28,0% di persone sotto i 18 anni, il 7,0% di persone dai 18 ai 24 anni, il 26,4% di persone dai 25 ai 44 anni, il 24,9% di persone dai 45 ai 64 anni, e il 13,7% di persone di 65 anni o più. L'età media era di 39 anni. Per ogni 100 femmine c'erano 100.4 maschi. Per ogni 100 femmine dai 18 anni in giù, c'erano 87.2 maschi.